# Szívburok

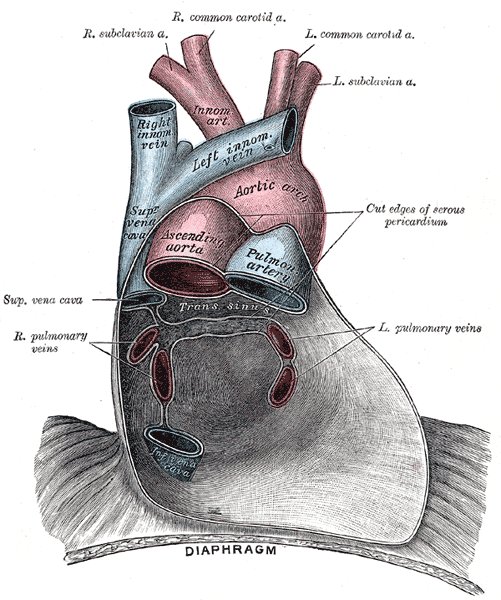
A szívburok zsákjának hátsó fala és a Sappey-féle T.

A szívburok (lat. pericardium a görög περι ("körül") és κάρδιον ("szív") kifejezésekből) egy kettősfalú savós hártyából álló zsák, amelynek fali lemeze elhatárolja a szívet és a nagyerek szívburkon belüli szakaszait a környező szervektől, zsigeri lemeze epicardium pedig beborítja ezeket a részeket.

## Helyzete, lemezei
A szívburok a szívet körülvéve illetve beborítva a gátor elülső alsó részében helyezkedik el (mediastinum anterius; mediastinum cardiacum).
A szívburok fali (parietalis) lemeze a rekeszhez és a gátor környező képződményeihez rögzül. Zsigeri (visceralis) lemeze a szívet borítja, a szívfal külső rétegét képezi (epicardium), kötőszövetes rétege igen vékony, kivéve a szív ereit tartalmazó barázdákat. A két lemez egymással egy résszerű üregen keresztül érintkezik (cavum pericardii), amelyben néhány csepp síkosító perikardiális folyadék van. A lemezek egymás felé néző felszíneit sima, mesothelium jellegű laphámréteg fedi, ezen anatómiai viszonyoknak köszönhetően a szív viszonylag súrlódásmentesen, és a környező képződményektől függetlenül végezheti ritmikus összehúzódásait.

## A fali és zsigeri lemez áthajlásai
A fali és zsigeri lemez két helyen hajlik át egymásba: a szívből kilépő nagy artériás törzseken, és a szívbe belépő nagy- és kisvérköri vénák mentén (Sappey-féle T). Az artériás és a vénás átmenet között a kétoldali tér között kapcsolat van (sinus transversus pericardii).
Bizonyos kóros állapotokban a szívburok üregében (cavum pericardii) túl sok folyadék (vér, transzudátum, gyulladásos exudátum stb) halmozódhat fel, ami a szívnek a szívburok falán belüli túlzott összenyomódásához (szívtamponád) vezethet. Ilyenkor bizonyos esetekben a szívburok műtéti feltárására (pericardiectómiára), a folyadék lecsapolására (esetleg a szív sérülésének ellátására) van szükség.

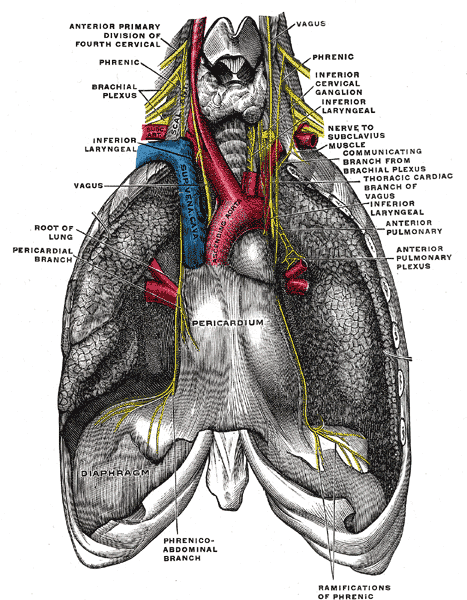
A rekeszizom idegének (n. phrenicus) kapcsolata a bolygóideggel (n. vagus).

## Funkciók
- Elhatárolás a környezettől
- Védelem
- A szív viszonylag súrlódásmentes mozgásának biztosítása
- Síkosító folyadék biztosítása
- A szív felszínesen futó saját ereinek beborítása

## Tájanatómiai összefüggések
- körülveszi a szívet és a tüdőartéria, ill. az aorta tövét
- elér a szegycsontig és az elülső mellkasfalig
- a jobb oldali rekeszizom ideg a szívburok jobb része mellett halad
- a bal oldali rekeszizom ideg a bal kamrát védő szívburok felett halad
- a szívburok artériája vért szállít a szívburok hátsó részébe

## Betegségek
- pericarditis sicca (akut száraz szívburokgyulladás), jellemzője a szív felett hallható dörzsölési hang
- pericarditis exudatíva (általában az előbbit követően alakul ki:) a szívburok lemezei között gyulladásos exudátum gyűlik fel
- pericardialis effúzió (folyadékgyülem a szívburokban), mely az ún. "szívtamponád" kialakulásához vezethet
- szívtamponád (mint elsődleges betegség a szív traumás sérülését követően) a vérzés a pericardiumzsákba történik és akadályozza a szív mozgását

## Lásd még
- Szív
- Gátor
- Keringési rendszer